# Пеука
Пеука (рум. Păuca) — село у повіті Сібіу в Румунії. Адміністративний центр комуни Пеука.
Село розташоване на відстані 245 км на північний захід від Бухареста, 31 км на північний захід від Сібіу, 88 км на південь від Клуж-Напоки, 139 км на захід від Брашова.

## Населення
За даними перепису населення 2002 року у селі проживали 705 осіб.
Національний склад населення села:
| Національність | Кількість осіб | Відсоток |
| -------------- | -------------- | -------- |
| румуни         | 674            | 95,6%    |
| німці          | 29             | 4,1%     |

Рідною мовою назвали:
| Мова      | Кількість осіб | Відсоток |
| --------- | -------------- | -------- |
| румунська | 674            | 95,6%    |
| німецька  | 31             | 4,4%     |